# فهرست رنگ‌ها (فشرده)
در زیر فهرستی از رنگ‌ها آمده‌است. تعدادی از رنگ‌های زیر از طرح‌های نامگذاری خاص دامنه مانند X11 یا اچ‌تی‌ام‌ال۴ گرفته شده‌است. مقادیر آرجی‌بی (RGB) برای هر نمونه نشان داده می‌شود زیرا چنین استانداردهایی بر اساس فضای رنگ اس‌آرجی‌بی (sRGB) تعریف شده‌است.
مقادیر فضای رنگ اچ‌اس‌وی (HSV) (مخفف فام، اشباع و مقدار (به انگلیسی: hue, saturation, value)) که به عنوان اچ‌اس‌بی (HSB) (فام، اشباع و درخشش (به انگلیسی: hue, saturation, brightness)) نیز شناخته می‌شود، و سه قلوهای شش ضلعی (برای رنگ‌های وب اچ‌تی‌ام‌ال) نیز در جدول زیر آمده‌است.

## مقدمه
متأسفانه هیچ فهرست معتبری از نام رنگ‌ها به زبان فارسی وجود ندارد. در این فهرست سعی شده نام رنگ‌ها به زبان فارسی جمع‌آوری شود. گفتنی است که برخی از این نام‌ها بیشتر در صنعت قالی‌بافی رواج داشته و حیات خود را وام‌دار این هنر و صنعت هستند.

## فهرست نام رنگ‌ها
- آبی
- آبی آسمانی
- آبی ایرانی
- آبی بنفش
- آبی درباری
- آبی دریایی
- آبی زنگاری
- آبی سیر
- آبی فولادی
- آبی فیروزه‌ای
- آبی کاربنی
- آبی لجنی
- آبی نفتی
- آتشی
- آجری
- آل
- آلبالویی
- اُخرایی (زرد تیره)
- ارغوانی
- ارکیده
- الماسی
- استخوانی
- بادامی
- بادمجانی
- برگ سنجدی
- برنجی
- برنزی
- بژ
- بلوطی
- بنفش
- بور
- بیدی
- پرتقالی
- پرکلاغی
- پشمی گربه نارنجی
- پنبه‌ای
- پوست‌پیازی
- پوست‌گرگی
- تاج‌خروسی
- تریاکی
- ترمه‌ای
- تمشکی
- تنباکویی
- توسی
- جگری
- چناری
- چهره‌ای
- چیریکی
- حنایی
- خاکی
- خاکستری
- خردلی
- خرمایی
- خزه‌ای
- دارچینی
- دودی
- دوغی
- دلفینی
- روغنی
- روناسی
- رز ایرانی
- زرد
- زرد قناری
- زرشکی
- زعفرانی
- زغالی
- زیتونی
- ساقه چناری
- سبز
- سبز آبی
- سبز آووکادو
- سبز ارتشی
- سبز ایرانی
- سبز چمنی
- سبز درباری
- سبز دودی
- سبز سیدی
- سبز کاهویی
- سبز کبریتی
- سبز لجنی
- سبز مغزپسته‌ای
- سبز میشی
- سدری
- سربی
- سرخ
- سرخ آتشی
- سرخابی
- سرخ گلی
- سرمه‌ای
- سفید
- سفید الافی
- سفید سرامیکی
- سفید نعنایی
- سفید یخچالی
- سوسنی
- سیاه (مشکی)
- شتری
- شرابی
- شفقی
- شکلاتی
- شنگرفی
- شویدی
- شیرشکری
- شیری
- صدفی
- صورتی
- صورتی ایرانی
- طلایی (زرین)
- عبایی
- عسلی
- عنابی
- فالونی
- فسفری
- فندقی
- فیروزه‌ای
- فیلی
- قارچی
- قرمز (سرخ)
- قرمز ایرانی
- قهوه‌ای
- قهوه‌ای سوخته
- کاراملی
- کافوری
- کاکائویی
- کاهگلی
- کاهی
- کبود
- کتانی
- گلبهی
- کرمی
- کله‌غازی
- کَهَر
- کهربایی
- گردویی
- گلبهی
- گل ناری
- گندمی
- گوجه‌ای
- گیلاسی
- لاجوردی
- لاکی
- لیمویی
- ماشی
- ماهگونی
- مخملی
- مرجانی
- مسی
- مشکی (سیاه)
- مشکی تاریکی
- ملّه‌ای
- موشی
- نارنجی
- نخودی
- نسکافه‌ای
- نقره‌ای (سیمین)
- نوک‌مدادی
- نیلی
- هلویی
- هلی
- یاسی
- یاقوتی
- یخی
- یشمی

پرده‌ها و طیف‌های گوناگونی از هر کدام از رنگ‌های اصلی نیز وجود دارند که با افزودن صفت‌های «روشن، تیره، تند، سیر، مات، کم‌رنگ، پررنگ، جیغ، مایل به، باز، کدر، چرک، متالیک و…» نام‌گذاری می‌شوند.